# Rederecht für herausragende Persönlichkeiten sowie für Mitglieder des Europäischen Parlaments in der Plenarsitzung des Nationalrats
Das Rederecht für herausragende Persönlichkeiten sowie für Mitglieder des Europäischen Parlaments in der Plenarsitzung des österreichischen Nationalrats ist eine Maßnahme, in der auch Nichtangehörige des Parlaments auf Einladung des Nationalratspräsidenten eine Rede halten können. Sie wurde 2015 mit dem § 19a des Geschäftsordnungsgesetzes (inoffiziell GOG-NR) geschaffen.

## Grundlagen
„Der Präsident kann nach Beratung in der Präsidialkonferenz herausragende Persönlichkeiten der europäischen und internationalen Politik einladen, in einer Sitzung des Nationalrates eine Erklärung zu einem bestimmten Thema abzugeben. Im Anschluss an die Erklärung findet in der Regel eine Debatte statt, deren Dauer und Form ebenfalls vom Präsidenten nach Beratung in der Präsidialkonferenz festgelegt wird.“

Dabei wird das Rederecht auf einen Europaabgeordneten je Fraktion (Klub) beschränkt, als Redezeit sind fünf Minuten vorgesehen.
Bei Erklärungen namhafter Europapolitiker und internationaler Persönlichkeiten zu einem bestimmten Thema können ebenfalls Europaabgeordnete je Klub mit beratender Stimme teilnehmen (§ 19a GOG-NR), auch darüber entscheidet der Nationalratspräsident nach Beratungen in der Präsidiale.
In den folgenden Debatten dürfen keine Anträge gestellt werden; tatsächliche Berichtigungen sind unzulässig (§ 19a GOG-NR). Damit bleibt der Charakter einer Meinungskundgabe und die Distanz zur Parlamentsarbeit gewahrt.

## Intention und Geschichte
Die Geschäftsordnung des Nationalrats sieht besondere Bestimmungen zur Erörterung von EU-Themen vor (Abschnitt Xb i. e. § 74b GOG-NR). Danach gibt es die Aktuelle Europastunde und EU-Erklärungen von Mitgliedern der Bundesregierung mit anschließender Debatte (Abs. 1, Z. 1. und 2.). Das neue Rederecht für österreichische Europaabgeordnete in Plenardebatten soll als Reaktion auf die zunehmende Vernetzung österreichischer und europäischer Angelegenheiten den Diskurs mit den Europaparlament fördern. Die EU-Enquete, die „bislang als Vehikel für Diskussionen von Abgeordneten mit internationalen Persönlichkeiten gedacht“ war, wurde damit abgeschafft.
Dass auch andere „herausragende Persönlichkeiten der internationalen Politik“ in das Hohe Haus eingeladen werden können, wurde als zusätzliche „Bereicherung“ (Zitat Darabos, 2014) der Parlamentsarbeit gesehen.
Das Rederecht wurde auf gemeinsamen Initiativantrag von SPÖ, ÖVP, Grünen und NEOS verankert, eingebracht von Andreas Schieder, Reinhold Lopatka, Christine Muttonen, Claudia Durchschlag, Kolleginnen und Kollegen (Beiziehung von österreichischen Mitgliedern des Europäischen Parlaments mit beratender Stimme zu Verhandlungen des Nationalrates und seiner Ausschüsse in Angelegenheiten der EU, eingebracht am 24. September 2014). Die neue Regelung wurde 21. Mai 2015 von Nationalrat beschlossen.

### Historische Reden
- Die erste Rede nach dem neuen Rederecht hielt am 28. April 2016 Ban Ki-moon.[5] Doris Bures hatte den UNO-Generalsekretär eingeladen.[6] Ki-moon erläuterte seinen Blick auf die globalen Herausforderungen, vorrangig den syrischen Bürgerkrieg, den islamistischen Terror, die instabile Lage im gesamten arabischen Raum und die damit verbundenen großen Flüchtlingsbewegungen.[7] Ki-Moon betonte das „Gefühl der Akzeptanz, ja der Wärme in den sozialen Beziehungen“, das er als „Wesen Österreichs“ kennengelernt habe, und betonte den „Ausdruck von Menschlichkeit“ in Österreichs Flüchtlingshilfe für Ungarn 1956, während der Balkankriege der 1990er und im vergangenen Herbst.[5]